# Podul Willems din Grimbergen
Podul Willems (în neerlandeză Willemsbrug; denumit anterior Gouletbrug) este un pod basculant cu grinzi de cântar care funcționează peste docul Vilvoorde, în municipalitatea belgiană Grimbergen. Docul respectiv este o ramificație a canalului Bruxelles-Escaut care face legătura cu râul Senne.
Podul a fost construit în 1963 și are cinci deschideri, câte două deschideri pe grinzi de beton de fiecare parte și o deschidere centrală mobilă, cu tablier metalic în lungime de 21 m. Lungimea totală a structurii este de 17,5 m + 19,4 m (deschideri laterale) + 21 m (deschidere centrală) + 19,4 m + 17,5 m (deschideri laterale) = 94,8 m. În poziție nebasculată, gabaritul de navigație este de 0,60 m, iar înălțimea de liberă trecere de 0,90 m. În poziție basculată, gabaritul de navigație este de 31,70 m.
Părțile superioare ale podului mobil sunt vopsite în albastru și roșu. În 1998, podul a fost adaptat astfel încât să poată fi acționat de la distanță. În 2002, suprastructura podului a fost reabilitată prin sablarea și revopsirea structurii de oțel, refacerea îmbrăcăminții rutiere și lucrări de reparații ale trotuarelor. Podul a mai fost închis pentru lucrări de reparații și întreținere în 2005, 2014, 2017 și 2020. În timpul reparațiilor din 2020, un ponton plutitor folosit pentru execuția lucrărilor s-a răsturnat în apele docului Vilvoorde, fără însă a răni pe cineva sau a stânjeni circulația ambarcațiunilor.

## Galerie de imagini

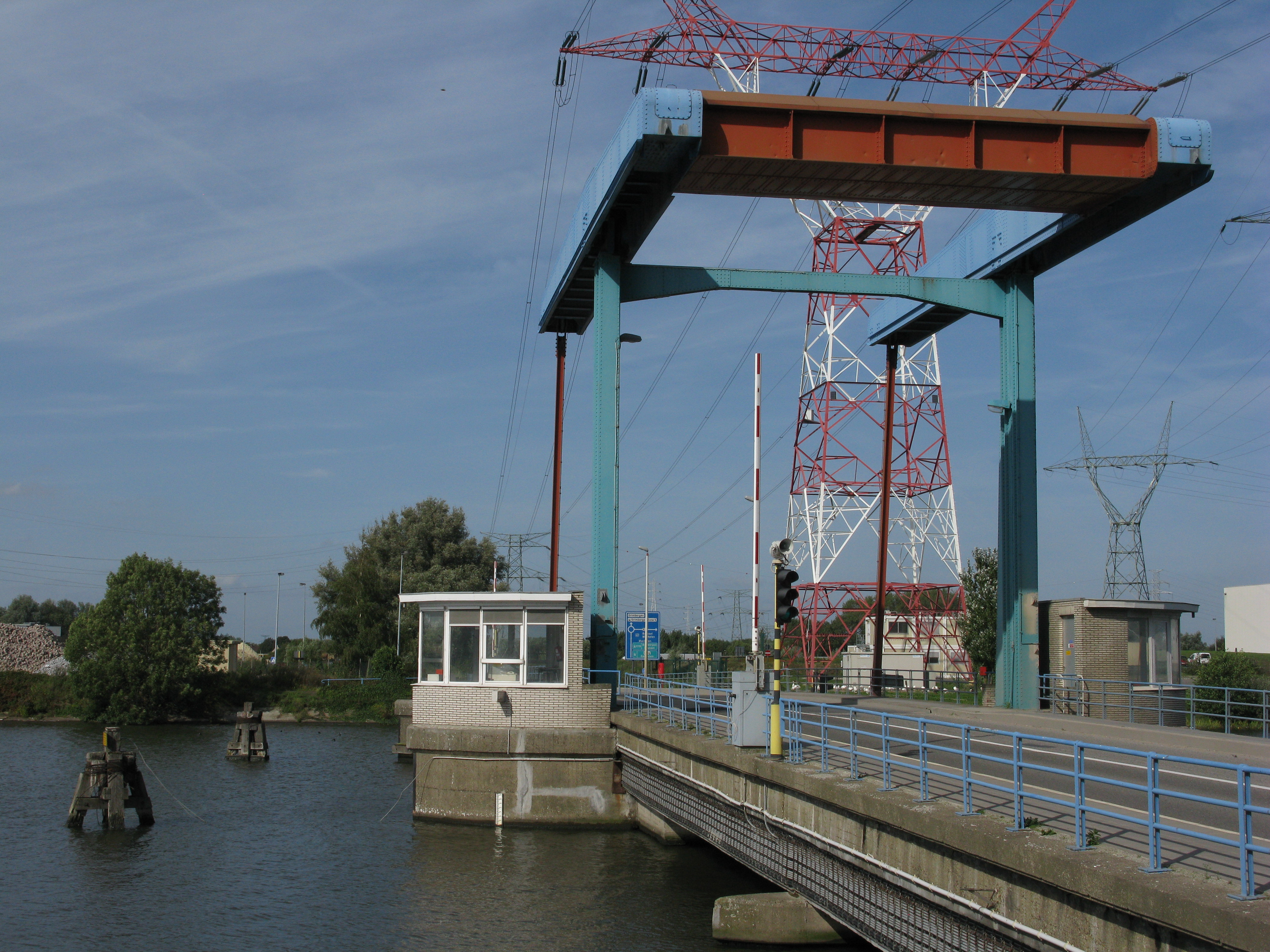
Podul Willems în 2010...
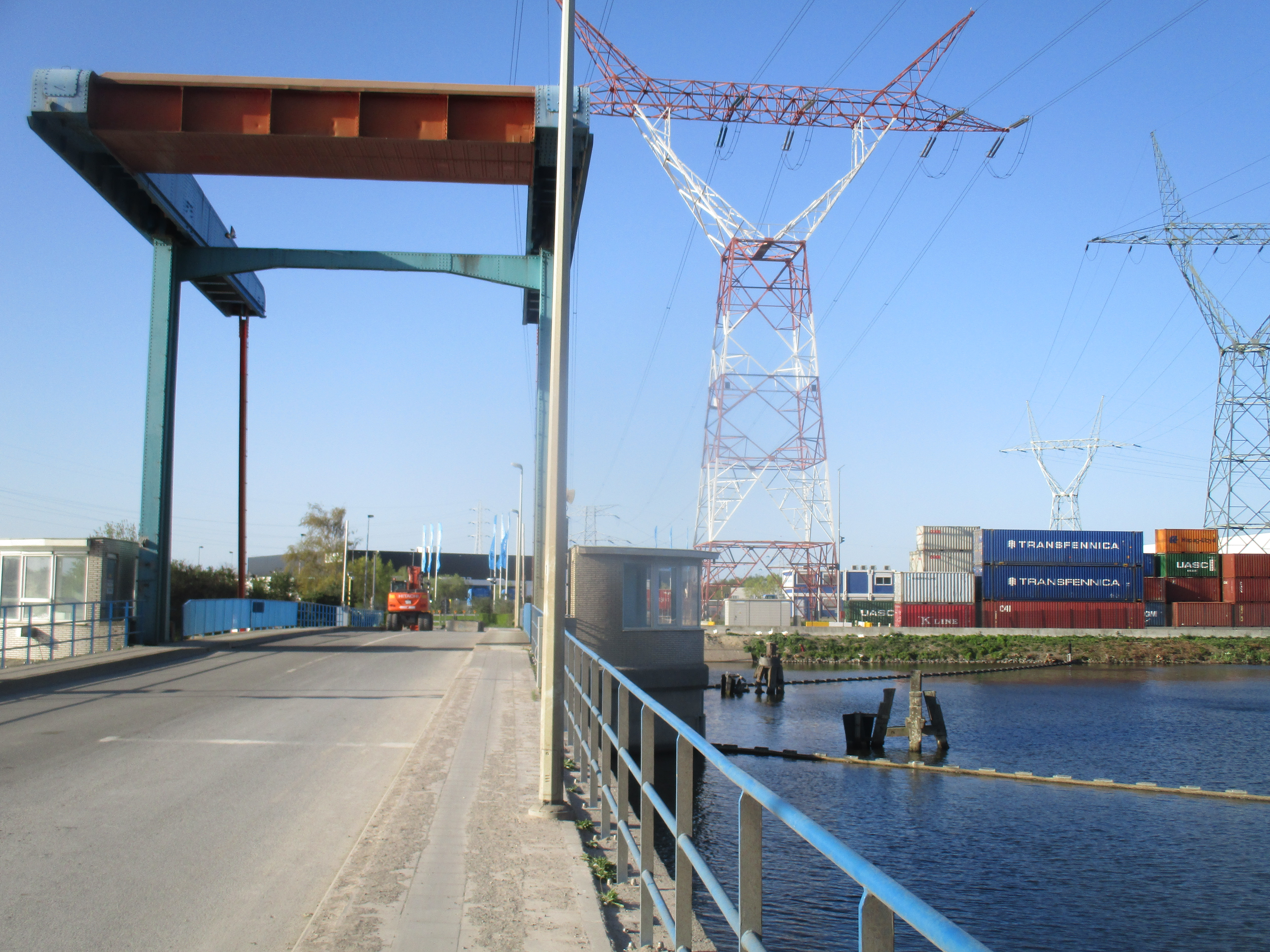
... și în 2020